# Jávai sül
A jávai sül (Hystrix javanica) az emlősök (Mammalia) osztályának a rágcsálók (Rodentia) rendjébe, ezen belül a gyalogsülfélék (Hystricidae) családjába tartozó faj.

## Előfordulása
Indonézia, azon belül Jáva, Bali, Lombok, Sumbawa, Flores, Madura és Tonahdjampea szigetén honos.